# Urvillea andersonii
Urvillea andersonii är en kinesträdsväxtart som beskrevs av M.S. Ferrucci. Urvillea andersonii ingår i släktet Urvillea och familjen kinesträdsväxter. Inga underarter finns listade i Catalogue of Life.